# Jannicke Systad Jacobsen
Jannicke Systad Jacobsen (* 1975 in Høvik) ist eine norwegische Regisseurin und Drehbuchautorin.

## Karriere
Jacobsen hat Filmregie an der National Film School der Tschechischen Republik sowie Ethnologie und Theaterwissenschaft an der Universität Oslo studiert. Des Weiteren hat sie an der Londoner Film School studiert.
Jacobsen hat sich viel von ihren Studienarbeiten inspirieren lassen, worauf sie auch viele Dokumentarfilme machte. Den Durchbruch erlangte sie mit ihrem ersten Spielfilm Mach’ mich an, verdammt nochmal!. Auf der Weltpremiere 2011, auf dem New Yorker Tribeca Film Festival bekam sie eine Auszeichnung für das beste Drehbuch. 

## Filmografie
- 2001: En liten rød prikk (Kurzfilm)
- 2002: Frimerket og fyret (Dokumentation)
- 2003: Kampen mot paranoia (Kurzfilm)
- 2005: Sandmann – Historien om en sosialistisk supermann (Dokumentation)
- 2005: The Clown Children (Dokumentation)
- 2007: Pizzaeventyret (Dokumentarserie)
- 2009: Scenes from a friendship (Dokumentation)
- 2011: Mach’ mich an, verdammt nochmal! (Få meg på, for faen)